# Koncert Live Earth w Szanghaju
Chiński koncert serii Live Earth odbył się 7 lipca 2007 roku na Oriental Pearl Tower w Szanghaju. 

## Występy
Lista może nie być kompletna.
- Evonne Hsu - "Love on July 7", "Lost in Venice", "I"
- Anthony Wong - "The Little Prince", "The Season", "Venus"
- Soler - "Not Along", "Fiona's Song", "Lead", "Hey Ma"
- Huang Xiaoming - "Secret Love", "My Girl"
- 12 Girls Band - "Jasmin", "The New Classics", "Glory"
- Joey Yung - "The Girl Waving Her Wings", "Renaissance of Love", "Little Little"
- Winnie Hsin - "Have Been Loved", "The Reply of Love", "The Taste of Love"
- Sarah Brightman - "Nessun Dorma", "Time to Say Goodbye", "La Luna"
- Wang Xiaokun (王啸坤)
- Eason Chan - "The Floating City", "Squander", "Happy Boy"
- Wang Rui (王睿) & Wang Chuanjun (王传君) - "手牵手" ("Hand in Hand")
- Pu Bajia (蒲巴甲)

## Odbiór

### Telewizja
W Polsce transmisja na żywo trwała niemal bez przerwy w TVP Kultura.

### Internet
Portal MSN był w całości odpowiedzialny za przekaz online koncertu.